# نادي يوكوهاما
نادي يوكوهاما هو نادي كرة قدم ياباني أٌسس عام 1999. يلعب النادي في دوري الدرجة الثانية الياباني.